# Обикновена пърчовка
Обикновена пърчовка (Himantoglossum caprinum) е вид грудкова орхидея.

## Описание
Образува две овални подземни грудки, висока е 40 – 90 см. Листата ѝ са сивозелени, елиптични. Цветовете са събрани в рехави съцветия, те са от 20 до 40 на брой. Околоцветните листчета са виолетовобели с надлъжни линии и образуват заедно шлем. Устната е триделна. Цветът има и шпора. Растението е насекомоопрашващо се и се размножава чрез семена.

## Разпространение
В България се среща ограничено в цялата страна, до 1100 m н. в. Сравнително по-често в карстовите райони на Предбалкана, Стара планина, Знеполски район, Родопи (Изт.) и в Странджа. Защитен вид съгласно Закона за биологичното разнообразие, включена е в Червената книга на Република България с категория „уязвим“.

## Наименование
През 2012 видът, който се среща на Балканите е кръстен Himantoglossum jankae Somlyay, Kreutz & Óvári, след което през 2017 това име се променя на Himantoglossum calcaratum subsp. jankae (Somlyay, Kreutz & Óvári) R.M.Bateman, Molnar & Sramkó.